# Amaporã
Amaporã is een gemeente in de Braziliaanse deelstaat Paraná. De gemeente telt 5.447 inwoners (schatting 2009).

## Aangrenzende gemeenten
De gemeente grenst aan Cidade Gaúcha, Guairaçá, Guaporema, Mirador, Paranavaí en Planaltina do Paraná.